# Madball
O Madball é uma banda de New York hardcore, formada em Nova Iorque, Estados Unidos.

## Membros
- Freddy "Madball" Cricien- vocal
- Hoya Roc - baixo
- Mitts - guitarra
- Mike Justian - bateria

### Ex-membros
- Vinnie Stigma - guitarra (Agnostic Front)
- Matt Henderson - guitarra (Blind Approach, Agnostic Front)
- Beto (Rob Rosario) - guitarra (Dmize, 25 Ta Life)
- Will Shepler - bateria (Agnostic Front)
- John Lafata - bateria (Mind Over Matter, Neglect, Sheer Terror)
- Darren Morgenthaler - bateria (Maximum Penalty)
- Rigg Ross - bateria

## Discografia
- Ball of Destruction (7" EP) (1988/1992)
- Droppin' Many Suckers (1992)
- Set It Off (1994)
- Demonstrating My Style (1996)
- N.Y.H.C. Documentary Soundtrack (1996)
- Look My Way (1998)
- Hold It Down (2000)
- Best of Madball (2003) - Compilation of greatest hits
- NYHC EP (2004)
- Legacy (2005)
- Infiltrate The System (2007)
- Empire (album) (2010)
- Rebellion (EP) (2012)
- Hardcore Lives (album) (2014)
- For the Cause (2018)

1. ↑  Southall, Max (13 de junho de 2018). «INTERVIEW: Freddy Cricien - Madball». Distorted Sound Magazine (em inglês). Consultado em 11 de novembro de 2022
2. ↑  «Interview: Madball's Freddy Cricien on new album, collaborating, his influences | Metal Insider» (em inglês). 13 de abril de 2018. Consultado em 11 de novembro de 2022
3. ↑  Punknews.org. «Interviews: Freddy Cricien (Madball)». www.punknews.org (em inglês). Consultado em 11 de novembro de 2022